# Кучугурське (заказник)
Кучугу́рське — гідрологічний заказник місцевого значення в Україні. Розташований у межах Бахмацького району Чернігівської області, на схід від села Матіївка. 
Площа 24 га. Статус присвоєно згідно з рішенням Чернігівського облвиконкому від 27.12.1984 року № 454; від 28.08.1989 року № 164. Перебуває у віданні ДП «Борзнянське лісове господарство» (Батуринське л-во, кв. 24, 25). 
Статус присвоєно для збереження лісо-лучно-болотного природного комплексу в долині невеликої правої притоки річки Сейм. Територія заказника розташована серед лісового масиву, в деревостані якого переважає вільха, є також насадження сосни. На перезволожених ділянках багато чагарників. 